# Leichtathletik-Weltmeisterschaften 2013/Teilnehmer (Estland)
| Gelbes Symbol für Goldmedaillen mit stilisierten Olympischen Ringen | Graues Symbol für Silbermedaillen mit stilisierten Olympischen Ringen | Braundes Symbol für Bronzemedaillen mit stilisierten Olympischen Ringen |
| ------------------------------------------------------------------- | --------------------------------------------------------------------- | ----------------------------------------------------------------------- |
| —                                                                   | —                                                                     | 1                                                                       |

Der Leichtathletik-Verband Estlands stellte vier Teilnehmerinnen und fünf Teilnehmer bei den Leichtathletik-Weltmeisterschaften 2013 in der russischen Hauptstadt Moskau.

## Ergebnisse

### Männer

#### Laufdisziplinen
| Athlet      | Disziplin    | Vorlauf | Vorlauf | Halbfinale | Halbfinale | Finale             | Finale             |
| Athlet      | Disziplin    | Zeit    | Platz   | Zeit       | Platz      | Zeit               | Platz              |
| ----------- | ------------ | ------- | ------- | ---------- | ---------- | ------------------ | ------------------ |
| Rasmus Mägi | 400 m Hürden | 49,63 s | 10      | 49,42 s    | 16         | nicht qualifiziert | nicht qualifiziert |

#### Sprung/Wurf
| Athlet      | Disziplin  | Qualifikation | Qualifikation | Finale  | Finale |
| Athlet      | Disziplin  | Weite         | Platz         | Weite   | Platz  |
| ----------- | ---------- | ------------- | ------------- | ------- | ------ |
| Gerd Kanter | Diskuswurf | 65,54 m       | 2             | 65,19 m | Bronze |
| Risto Mätas | Speerwurf  | 80,18 m       | 12            | 80,03 m | 9      |

#### Zehnkampf
| Athlet        | Disziplin | 100 m   | Weit- sprung | Kugel- stoßen | Hoch- sprung | 400 m      | 110 m Hürden | Diskus- wurf | Stabhoch- sprung | Speer- wurf | 1500 m         | Punkte  | Platz |
| ------------- | --------- | ------- | ------------ | ------------- | ------------ | ---------- | ------------ | ------------ | ---------------- | ----------- | -------------- | ------- | ----- |
| Mikk Pahapill | Ergebnis  | 11,33 s | 11,33 m      | 14,87 m       | 1,99 m       | 49,84 s PB | 14,54 s      | 47,57 m      | 5,00 m SB        | 62,89 m     | 4:33,16 min PB | 8170 SB | 17    |
| Mikk Pahapill | Punkte    | 789     | 842          | 782           | 794          | 822        | 906          | 820          | 910              | 781         | 724            | 8170 SB | 17    |
| Maicel Uibo   | Ergebnis  | 11,21 s | 7,26 m       | 13,68 m PB    | 2,11 m       | 50,60 s PB | 15,29 s      | 41,84 m      | 4,90 m           | 59,63 m PB  | 4:48,29 min    | 7850    | 19    |
| Maicel Uibo   | Punkte    | 814     | 876          | 709           | 906          | 787        | 815          | 702          | 880              | 732         | 629            | 7850    | 19    |

### Frauen

#### Sprung/Wurf
| Athletin         | Disziplin  | Qualifikation | Qualifikation | Finale             | Finale             |
| Athletin         | Disziplin  | Weite/Höhe    | Platz         | Weite/Höhe         | Platz              |
| ---------------- | ---------- | ------------- | ------------- | ------------------ | ------------------ |
| Anna Iljuštšenko | Hochsprung | 1,88 m        | 16            | nicht qualifiziert | nicht qualifiziert |
| Liina Laasma     | Speerwurf  | 56,93 m       | 24            | nicht qualifiziert | nicht qualifiziert |

#### Siebenkampf
| Athletin     | Disziplin | 100 m Hürden | Hochsprung | Kugelstoßen | 200 m      | Weitsprung | Speerwurf  | 800 m          | Punkte | Platz |
| ------------ | --------- | ------------ | ---------- | ----------- | ---------- | ---------- | ---------- | -------------- | ------ | ----- |
| Mari Klaup   | Ergebnis  | 13,99 s PB   | 1,74 m     | 12,85 m PB  | 25,54 s PB | 5,77 m     | 50,15 m PB | 2:18,57 min SB | 5924   | 21    |
| Mari Klaup   | Punkte    | 980          | 903        | 717         | 838        | 780        | 863        | 843            | 5924   | 21    |
| Grit Šadeiko | Ergebnis  | 13,40 s SB   | 1,77 m     | 11,49 m     | 24,46 s    | 6,11 m     | DNS        | DNS            | DNF    | DNF   |
| Grit Šadeiko | Punkte    | 1065         | 941        | 627         | 937        | 883        | -          | -              | DNF    | DNF   |